# Can Margarins
Can Margarins és una masia del veïnat de Vallroja i el Pla, a Bigues, en el terme municipal de Bigues i Riells, a la comarca catalana del Vallès Oriental.
Està situada en el veïnat de Vallroja i el Pla, al nord-oest del Rieral de Bigues, a llevant del Pla del Vermell. És la casa situada més al sud-est del veïnat. Format aquest veïnat amb les masies de Can Benet, Can Joan, Can Lleuger, Can Lluís, i Ca l'Oncle, quasi agrupades, Can Vermell i les restes de Can Puça una mica més al sud, i Can Piler, més al nord-est.